# 중백의

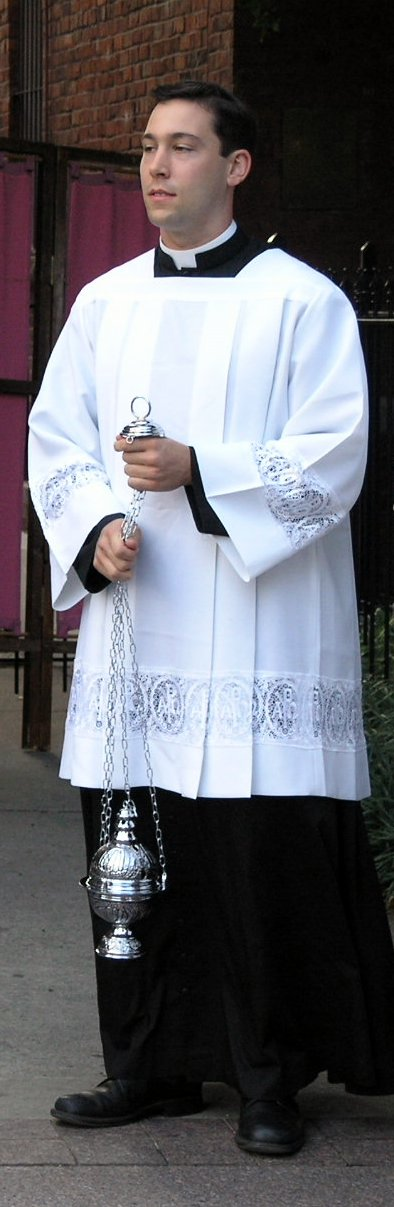
신학생이 수단 위에 레이스가 달린 로마식 중백의를 입고 향로를 들고 있다.

중백의(中白衣, 라틴어: superpelliceum)는 기독교의 전례복 가운데 하나이다. 중백의는 아마포나 면으로된 튜닉에서 유래하였다. 길이는 무릎이나 종아리까지 이르러 장백의보다 짧고 소백의보다 길다. 소매가 넓다. 수단 위에 입는다.

## 같이 보기
- 영대
- 소백의
- 가대복